# ژیلبر دوکورنو
ژیلبر دوکورنو (ایتالیایی: Gilbert Ducournau؛ زادهٔ ۲۵ سپتامبر ۱۹۹۲ ‏(۳۲ سال)) دوچرخه‌سوار اهل ونزوئلا است.
از باشگاه‌هایی که در آن رکاب زده‌است می‌توان به ویلیر تریستینا–سله ایتالیا اشاره کرد.